# 托萊杜 (巴拉那州)

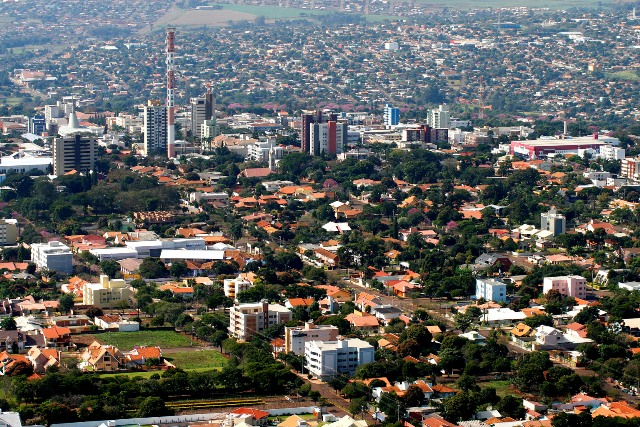

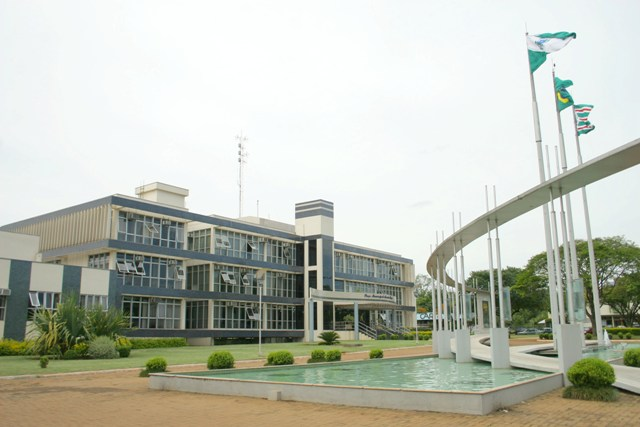

托萊杜（Toledo）是巴西的城鎮，位於該國南部，由巴拉那州負責管轄，始建於1951年12月14日，面積1,197平方公里，海拔高度550米，2014年人口130,295，人口密度每平方公里101人。
24°42′50″S 53°44′34″W / 24.71389°S 53.74278°W